# Arbeitsgericht Lüneburg

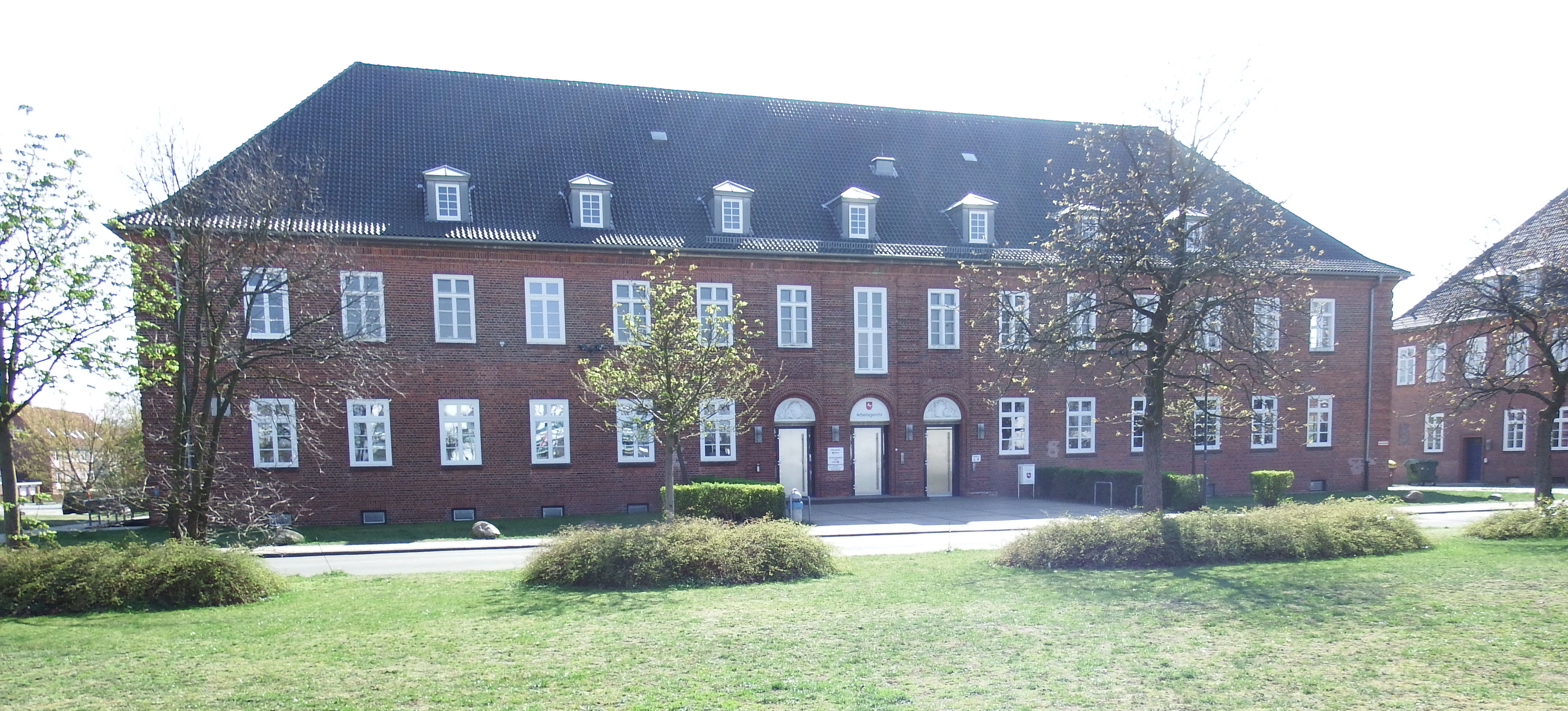
Gebäude des Arbeitsgerichts Lüneburg

Das Arbeitsgericht Lüneburg ist ein Gericht der Arbeitsgerichtsbarkeit. Es ist eines von 15 Arbeitsgerichten im Land Niedersachsen.
Jährlich werden etwa 2000 Klagen eingereicht.

## Gerichtssitz und -bezirk
Das Gericht hat seinen Sitz in der Hansestadt Lüneburg.
Der Gerichtsbezirk umfasst das Gebiet der Landkreise Harburg, Lüchow-Dannenberg, Lüneburg und Uelzen.

## Gerichtsgebäude
Das Gericht ist im Behördenzentrum Ost unter der Anschrift Adolph-Kolping-Straße 2 untergebracht. In der Nähe befinden sich das Sozialgericht und das Verwaltungsgericht Lüneburg.

## Übergeordnete Gerichte
Dem Arbeitsgericht Lüneburg ist das Landesarbeitsgericht Niedersachsen mit Sitz in Hannover übergeordnet. Die darauf folgende Instanz ist das Bundesarbeitsgericht in Erfurt.